# アシュタ・プラダーン
アシュタ・プラダーン（マラーティー語: अष्टप्रधान、Ashta Pradhan）は、インド、マラーター王国の8人の大臣の総称である。アシュタ・プラダード（Asta Pradhad）、八大臣（the Council of 8）とも呼ばれる。

## 概要
1674年、シヴァージーはマラーター王国の王として戴冠すると、クシャトリヤの政治論に倣って、八大臣の制度を制定した。大臣は以下の通り。
- ムクヤ・プラダーン（Mukya Pradhan）あるいはペーシュワー（Peshwa） - 宰相
- アマーティヤ（Amatya） - 財務大臣
- マントリー（Mantri） - 内務大臣
- セーナーパティ（Senapati） - 軍務大臣（軍総司令官）
- スマント（Sumant） - 外務大臣
- サチーヴ（Sacheev） - 書記長官
- ニヤーヤディーシュ（Nyayadhish） - 首席判事
- パンディト・ラーオ（Pandit Rao） - 大司祭

シヴァージーの死後、孫のシャーフーの時代に政治権力はペーシュワーの手に移り、その地位は世襲となった。シャーフーが死ぬと、バーラージー・バージー・ラーオにより王国の実権は完全にペーシュワーの手に移った。